# Igreja do Salvador de Unhão
A Igreja do Salvador de Unhão, Igreja do Divino Salvador ou Igreja Paroquial de Unhão, está situada no Lugar da Igreja, na freguesia de Unhão e Lordelo, no Município de Felgueiras.
Alguns elementos da Igreja Matriz de Unhão como a fachada principal com o pórtico de arquivoltas sobre colunas de capitéis moldurados e a janela que o encima, e a inscrição existente num silhar de cantaria da fachada lateral direita, foram declarados Imóvel de Interesse Público pelo Dec. Nº. 37 728, DG 4 de 5 de Janeiro de 1950.
Esta Igreja integra a Rota do Românico.

## Arquitetura
A Igreja do Salvador de Unhão é um excelente testemunho nacional da arquitetura e da escultura de estilo românico, destacando-se o portal principal com os seus capitéis de decoração vegetalista.
Apesar das transformações que foi recebendo ao longo do tempo, conserva-se ainda a inscrição que regista a Dedicação da Igreja [início do culto] anterior, em 28 de janeiro de 1165, celebrada pelo arcebispo de Braga, D. João Peculiar.
A referência a “Magister Sisaldis” nesta inscrição e a existência de uma série de siglas [marcas de canteiro/pedreiro] com um “S” de grande dimensão parecem indicar o nome do mestre da obra, elemento raro no panorama da arquitetura românica portuguesa.
A Igreja de Unhão conserva ainda a nave românica, construída durante a primeira metade do século XIII. 
No interior, destaca-se a imagem de Nossa Senhora do Leite, escultura em calcário policromado de origem desconhecida. A ausência de movimento da imagem, a dimensão da cabeça e das mãos, bem como o olhar fixo e ausente, sugerem que se tratará de uma escultura do estilo românico. Contudo, o facto de o Filho ser representado como uma criança, despida e olhando para a Mãe, é mais comum da religiosidade gótica.